# Eleccions a les Corts Valencianes de 2003
Les Eleccions a les Corts Valencianes de 2003 se celebraren dia 25 de maig, juntament amb les eleccions municipals.
Els candidats a president de la Generalitat Valenciana varen ser:
- pel Partit Popular, Francesc Camps.
- pel Partit Socialista Obrer Espanyol, Joan Ignasi Pla.
- per Esquerra Unida - L'Entesa, Joan Ribó.
- pel BLOC-Esquerra Verda, Pere Mayor.
- per UNIO, Valero Eustaquio

## Resultats
| Total País Valencià |                                                     |                                                     |                                                     |                                                     |               |              |            |           |             |
| Cens                | Cens                                                | Cens                                                | Cens                                                | Participació                                        | Participació  | Participació | Abstenció  | Abstenció | Abstenció   |
| Cens                | Cens                                                | Cens                                                | Cens                                                | Vots                                                | Vots          | Percentatge  | Vots       | Vots      | Percentatge |
| 3.423.098           | 3.423.098                                           | 3.423.098                                           | 3.423.098                                           | 2.447.788                                           | 2.447.788     | 71,51%       | 975.310    | 975.310   | 28,49%      |
| Vots totals         |                                                     |                                                     |                                                     |                                                     |               |              |            |           |             |
| Vàlids              | Vàlids                                              | Vàlids                                              | Vàlids                                              | Vàlids                                              | Vàlids        | Vàlids       | Nuls       | Nuls      | Nuls        |
| 2.431.962           | 2.431.962                                           | 2.431.962                                           | 2.431.962                                           | 99,35%                                              | 99,35%        | 99,35%       | Nuls       | Nuls      | Nuls        |
|                     | Vots a candidatures                                 | Vots a candidatures                                 | Percentatge                                         | Vots en blanc                                       | Vots en blanc | Percentatge  | Nuls       | Nuls      | Nuls        |
|                     | 2.394.150                                           | 2.394.150                                           | 98,44%                                              | 37.812                                              | 37.812        | 1,56%        | 15.826     | 15.826    | 0,65%       |
| Candidatures        |                                                     |                                                     |                                                     |                                                     |               |              |            |           |             |
| Candidatura         | Candidatura                                         | Candidatura                                         | Candidatura                                         | Candidatura                                         | Vots          | %            | Diferència | Diputats  | Diferència  |
|                     | Partido Popular (PP)                                | Partido Popular (PP)                                | Partido Popular (PP)                                | Partido Popular (PP)                                | 1.146.780     | 47,9%        | -0,73%     | 48        | -1          |
|                     | Partido Socialista Obrero Español (PSOE)            | Partido Socialista Obrero Español (PSOE)            | Partido Socialista Obrero Español (PSOE)            | Partido Socialista Obrero Español (PSOE)            | 874.288       | 36,52%       | +2,07%     | 35        | =           |
|                     | Esquerra Unida - L'Entesa (ENTESA)                  | Esquerra Unida - L'Entesa (ENTESA)                  | Esquerra Unida - L'Entesa (ENTESA)                  | Esquerra Unida - L'Entesa (ENTESA)                  | 154.494       | 6,45%        | +0,23%     | 6a        | +1          |
|                     | Bloc Nacionalista Valencià-Esquerra Verda (BLOC-EV) | Bloc Nacionalista Valencià-Esquerra Verda (BLOC-EV) | Bloc Nacionalista Valencià-Esquerra Verda (BLOC-EV) | Bloc Nacionalista Valencià-Esquerra Verda (BLOC-EV) | 114.122       | 4,77%        | +0,17%     | 0         | =           |
|                     | Unió Valenciana (UV)                                | Unió Valenciana (UV)                                | Unió Valenciana (UV)                                | Unió Valenciana (UV)                                | 72.594        | 3,03%        | -1,73%     | 0         | =           |
|                     | Esquerra Republicana del País Valencià (ERPV)       | Esquerra Republicana del País Valencià (ERPV)       | Esquerra Republicana del País Valencià (ERPV)       | Esquerra Republicana del País Valencià (ERPV)       | 7.609         | 0,32%        | +0,32%     | 0         | =           |
|                     | Partido Comunista de los Pueblos de España (PCPE)   | Partido Comunista de los Pueblos de España (PCPE)   | Partido Comunista de los Pueblos de España (PCPE)   | Partido Comunista de los Pueblos de España (PCPE)   | 3.884         | 0,16%        | +0,16%     | 0         | =           |
|                     | Centro Democrático y Social (CDS)                   | Centro Democrático y Social (CDS)                   | Centro Democrático y Social (CDS)                   | Centro Democrático y Social (CDS)                   | 3.189         | 0,13%        | =          | 0         | =           |
|                     | Partido Regional de la Comunidad Valenciana (PRCV)  | Partido Regional de la Comunidad Valenciana (PRCV)  | Partido Regional de la Comunidad Valenciana (PRCV)  | Partido Regional de la Comunidad Valenciana (PRCV)  | 2.869         | 0,12%        | +0,12%     | 0         | =           |
|                     | Partido Humanista (PH)                              | Partido Humanista (PH)                              | Partido Humanista (PH)                              | Partido Humanista (PH)                              | 2.747         | 0,11%        | +0,01%     | 0         | =           |
|                     | España 2000 (E-2000)                                | España 2000 (E-2000)                                | España 2000 (E-2000)                                | España 2000 (E-2000)                                | 2.650         | 0,11%        | +0,11%     | 0         | =           |
|                     | Partido Republicano Federal (PRF)                   | Partido Republicano Federal (PRF)                   | Partido Republicano Federal (PRF)                   | Partido Republicano Federal (PRF)                   | 2.524         | 0,11%        | +0,11%     | 0         | =           |
|                     | Falange Auténtica (FA)                              | Falange Auténtica (FA)                              | Falange Auténtica (FA)                              | Falange Auténtica (FA)                              | 2.333         | 0,1%         | +0,1%      | 0         | =           |
|                     | Partido Familia y Vida (PFyV)                       | Partido Familia y Vida (PFyV)                       | Partido Familia y Vida (PFyV)                       | Partido Familia y Vida (PFyV)                       | 1.691         | 0,07%        | +0,07%     | 0         | =           |
|                     | Otra Democracia Es Posible (ODEP)                   | Otra Democracia Es Posible (ODEP)                   | Otra Democracia Es Posible (ODEP)                   | Otra Democracia Es Posible (ODEP)                   | 1.156         | 0,05%        | +0,05%     | 0         | =           |
|                     | Democracia Nacional (DN)                            | Democracia Nacional (DN)                            | Democracia Nacional (DN)                            | Democracia Nacional (DN)                            | 798           | 0,03%        | +0,03%     | 0         | =           |

aD'ells, 5 de EUPV i 1 d'EVPV.

## Diputats electes
| PPCV | PSPV-PSOE | ENTESA |
| Alacant 1. Julio Francisco de España Moya 2. Macarena Montesinos de Miguel 3. Juan Manuel Cabot Saval 4. María Carmen Nácher Pérez 5. José Cholbi Diego 6. Ana Encabo Balbín 7. Rafael Maluenda Verdú 8. María Josefa García Herrero 9. Fernando Modrego Caballero 10. Gemma Amor Pérez 11. Manuel Gómez Fernández 12. María Estela Canales Martínez-Pinna 13. Juan Seva Martínez 14. Mónica Isabel Lorente Ramón 15. Manuel Pérez Fenoll 16. Cristina Serrano Mateo Castelló 1. José Víctor Campos Guinot 2. Rosa María Barrieras Mombrú 3. Alejandro Font de Mora Turón 4. Fernando Vicente Castelló Boronat 5. Ana Michavila Núñez 6. María Soledad Linares Rodríguez 7. Vicente Rambla Momplet 8. Elvira Suanzes Fernández 9. Ricardo Costa Climent 10. José Luis Ramírez Sorribes 11. José Blas Moles Alagarda 12. Francisco Javier Tomás Puchol 13. Jaime Mundo Alberto València 1. Francisco Enrique Camps Ortiz 2. María Rita Barberá Nolla 3. Alicia de Miguel García 4. Serafín Castellano Gómez 5. Maria Àngels Ramón-Llin Martínez 6. Verónica Marcos Puig 7. Manuel Tarancón Fandos 8. Esther Franco Aliaga 9. Carlos Javier González Cepeda 10. Alejandra Climent Jordá 11. Rafael Blasco Castany 12. Amparo Sancho Vicente 13. Antonio Clemente Olivert 14. Estefania Elena Martínez Zaragoza 15. Joaquín Soler Garibo 16. Asunción Quinzá Alegre 17. Eduardo Ovejero Adelantado 18. José Emilio Cervera Llavador 19. Rafael Ferraro Sebastiá | Alacant 1. Diego Maciá Antón 2. María Carmen Sánchez Brufal 3. Antonio Moreno Carrasco 4. Encarnación Llinares Cuesta 5. Vicent Escrig Peris 6. Consuelo Catalá Pérez 7. Eduardo Vicente Navarro 8. Rebeca Lirios Soler Cejudo 9. Antonio Torres Salvador 10. María Dolores Gay Bódalo 11. Juan de Dios Falcó Rico 12. José Antonio Godoy García Castelló 1. Joaquín Puig Ferrer 2. María Amparo Marco Gual 3. Francesc Colomer Sánchez 4. Isabel María Escudero Pitarch 5. Joaquín González Sospedra 6. María Mercedes Sanchordi García 7. Adolfo Sanmartín Besalduch 8. María José Mendoza García 9. Tomás Polo Poveda València 1. Joan Ignasi Pla i Durá 2. Pepa Frau Ribes 3. Vicent Sarriá Morell 4. Núria Espí de Navas 5. Antoni Such Botella 6. Jeanette Segarra Sales 7. Jesús Ros Piles 8. Ana Noguera Montagud 9. Antoni Lozano Pastor 10. Cristina Moreno Fernández 11. Andrés Perelló Rodríguez 12. Josefa Andrés Barea 13. José Camarasa Albertos 14. Carmen Ninet Peña | Alacant 1. Juan Antonio Oltra Soler 2. Alfred Botella Vicent Castelló 1. Ramón Cardona Pla València 1. Joan Ribó Canut 2. Carles Arnal Ibáñez 3. Dolors Pérez i Martí |